# 정원지 (종교인)
정원지(鄭--, 1846년 ~ 1866년 12월 13일)는 조선의 천주교 박해 때에 순교한 한국 천주교의 103위 성인 중에 한 사람이다. 세례명은 베드로(Petrus)이다.

## 생애
정원지는 충청도 진잠에 있는 한 독실한 천주교 가정에서 태어났다. 그는 전라도 전주 부근의 수널마루에서 살다가 금구 지방으로 이사했다. 1866년 병인박해가 발발했을 때, 그는 고아였다. 그의 아버지는 먼저 순교하였고, 그의 어머니 또한 세상을 떠났기 때문이었다. 정원지는 21세에 결혼했는데, 그 해에 병인박해가 발발하였다. 정원지는 집을 떠나 전주의 성지동으로 이사했고, 조화서 베드로의 집에 셋방을 얻어 노모와 형 그리고 아내와 함께 살았다.
1866년 12월 5일 한 무리의 포졸들이 천주교인들을 체포하기 위하여 성지동 마을에 급습하였다. 정원지는 산으로 피신하였고 거기서 밤을 보냈다. 다음날 아침에 마을의 동태를 살피러 내려갔다가 조화서 일행을 체포해 가는 포졸들에게 체포되어 전주 감영으로 압송되었다. 그는 체포되었을 때, 처음에 자신이 천주교인임을 부인하였지만, 잠시 후에 조화서 베드로가 그를 격려했고, 그는 뉘우치고 자신이 천주교인임을 명백히 선언했다.
정원지는 노모를 생각하며 여러 번을 울었으나, 수감된 교우들의 위로와 격려로 용기를 얻었다. 정원지는 그에게 천주교를 가르친 사람을 발설하라며 고문을 받았는데, 그는 자신의 스승은 순교한 아버지 뿐이라고 답했다. 형리들은 정원지가 그의 아버지의 죽음이 오히려 천주교를 실제로 믿도록 한 것에 대해 놀라워했다. 정원지는 천국에서 자신의 부모를 만나기 위해 천주교를 믿는 것이라고 말했다. 그는 고문 받았지만, 그에게서 어떠한 약한 모습도 찾아 볼 수 없었다.
1866년 12월 13일, 그는 가족에게 "우리는 천국에서 만날 것입니다. 그러므로, 저의 죽음을 너무 슬퍼하지 마십시오."라는 글이 담긴 편지를 남긴후, 교우들 몇 명과 함께 전주 숲정이의 사형장으로 압송되었다. 그 길에 술에 취한 한 관리가 정원지를 조롱하고 천국을 저주했다. 이에 정원지는 "참으로 어리석은 분이로군요! 그것은 당신의 아버지와 어머니를 저주하는 것과 같습니다."라고 답했다.
사형장으로 압송되는 모든 천주교인들은 모두 매우 행복하고 평온해 보였으며 기도하고 있었다. 1866년 12월 13일, 정원지는 전주 서문 밖 숲정이에서 성지동과 대성동에서 체포된 5명의 교우와 함께 참수되므로 순교하였다. 그때 그의 나이는 21세였다.

## 시복 · 시성
정원지 베드로는 1968년 10월 6일에 로마 성 베드로 대성당에서 교황 바오로 6세가 집전한 24위 시복식을 통해 복자 품에 올랐고, 1984년 5월 6일에 서울특별시 여의도에서 한국 천주교 창립 200주년을 기념하여 방한한 교황 요한 바오로 2세가 집전한 미사 중에 이뤄진 103위 시성식을 통해 성인 품에 올랐다.

## 참고 문헌
- 가톨릭 사전: 정원지
- Catholic Bishop's Conference Of Korea. 103 Martryr Saints: 정원지 베드로 Petrus Chong Won-ji 보관됨 2014-12-02 - 웨이백 머신